# ギガンティックガール
『ギガンティックガール』はゴ太郎による日本の漫画作品。無料漫画アプリcomicoのベストチャレンジにて2014年2月から掲載された後、2014年10月12日から2017年1月22日まで公式連載された。

## 概要
時は2400年人類は巨大生物甲殻鬼の脅威に晒されていた…彼らに対抗できるほぼ唯一の存在が巨人化した女性「ギガンティックガール」であった。

## 世界観
2400年前後の日本が舞台。人類は巨大生物甲殻鬼の脅威に晒され、巨人化した女性ギガンティックガール達が平和を守っていた。地理は北海道等が沈みアメリカ大陸が消えている事からも大幅に変わっている。また歴史は、数世紀以上前に大陸が消えその数世紀前には甲殻鬼に対抗する手段として後にギガンティックガールと呼ばれる「ギガント」がいたため、我々がいる現代と地続きではない。

## あらすじ
GG青森支部所属幾島シノはとある過去にとらわれ金のために戦っていた。ある日通常時より多い甲殻鬼達を迎え撃つため、青森支部司令官は岩手から飛沢カナ・秋田から麻木ランの増員として呼び寄せる。だがギガンティックガール達に襲い掛かるのは侵攻予測を大きく上回る数で押し寄せる甲殻鬼の大群と特殊能力持ちの新種であった。兵隊の数を増やし運用するただ一匹の甲殻鬼ネルガルが、強すぎる力を秘めたシノへ放った威力偵察ではないか、司令官町山音子は敵の頭を倒すための9年前の戦いを語り出す。瀕死にまで追い込まれるも彼が向かった先は先天的に最も深く強い力を持った幼いシノの元だった。今再び軍勢を送り込むネルガルにシノ達は立ち向かう。

## ギガンティックガール
人類の平和を脅かす巨大生物甲殻鬼に対抗できるほぼ唯一の存在。適性がある選ばれし女性は「ベクトル・コア」を身体に埋め込まれ、巨大化「拡大反応（ギガンティックリアクト）」をする事が出来る。
ベクトル・コア
このベクトル・コアには人間の頭脳・一生に相当する情報が圧縮されている。この情報量に男性の身体では耐え切れないため巨大化して戦えるのは女性のみで更に適性がある人間と無い人間がいる。適性外の人間ならば精神が蝕まれたり、感覚が暴走し全身を激痛が襲う。適性がある女性でも複数埋め込めば感情が消え、適性値が急激に下がった際同様の激痛に襲われる。
また（ベクトル・コアによる）「拡大反応」は数多の可能性の１つに過ぎず、小さな一粒に物理・距離・空間・時間の常識を超える力が秘められている。
拡大反応（ギガンティックリアクト）
巨大化する際の掛け声。巨大化している時自体のことも指す。
深度
別次元の力をどこまで深く潜って取りに行くか、強さの基準である
身体構造
ギガンティックガールの身体は女性の見た目から想像できないくらい硬さと展延性の高い未来の物質のような柔らかさを兼ね備えている。また拡大反応時に受けた損傷は通常サイズに戻っても小さなものなら大抵治る。
そのためギガンティックガールの死因で最も多いとされるのは戦闘による損傷ではなく、敗北し拡大反応が解除され通常サイズに戻った際の事故である。だが損傷が大きい程治りにくくなるため入院での治療処置がとられる
殻化
拡大反応時に受けたダメージが修復される際の悪影響。見かけ上変化が無いように見えて生身の部分が少しずつ別の組織に置換されてしまう事である
また一目で分かる損傷もある。町山音子は自身の両手について、第三深度の力を使い過ぎた代償で人間の身体と拡大反応時の身体組織の変換が上手く行かなくなったと説明しているが殻化の一種であるのかまた別の何かであるのか違いは明言されていない。また藤衣イリナの全身は大きくひび割れている。
殻化の末路としては、重要な内臓器官の機能不全や拡大反応が解けず無機物化する事による死亡リスクがあった。一度起こると治療に長い年月を要するため戦いが激化する程ギガンティックガール達の引退サイクルは早まっていった。その問題を9割がた解決したのは関内スミレであり、治療法を確立したことで後遺症による致死はほぼ無くなりリスクは大幅に軽減された。とはいえ殻化の完全除去は不可能なため、十分戦った後は引退である。
重要な内臓器官の機能不全に関しては進行度の度合いによっては人間体時の運動能力が著しく上昇する傾向にある。
衣装
個々の能力と容量の許す限り任意でデザインと機能を決められる。露出の多めな薄着であるのは防御力をいくら上げても攻撃を受けたら無意味なためである。その一方で機動力は重要視され脚部の装甲は厚めに作られている。
変身解除をして通常のサイズに戻っても着ていた服は再現される。だが拡大反応時に欠陥を伴うような甚大なダメージを負った場合、元に戻った際に該当する部位の着衣の復元が上手くいかない。また、構成情報のデザインが修復出来なくなるために拡大反応時のデザインを一から作り直す必要がある。

## 甲殻鬼
人類の平和を脅かす巨大生物。強い意志のようなものはあまり無く、海から流れてきて近くを通りかかった際に何体かが上陸する。ギガンティックガールが対処するのはいわゆるはぐれ者の甲殻鬼である。太平洋側から来る事がほとんどであり日本海側には全く現れない。そのため秋田支部所属の麻木ランは秋田で迎え撃った事は1度もない。また新潟のGG佐渡島支部は兵器運用のテストを主な仕事としている。
甲殻鬼対策
防衛都市
防衛に特化した四層と旧都市区によって構成されている。高地から順に、第一区から第四区・旧都市区、それらに加え廃棄区がある。より平地に近い区域ほど甲殻鬼に襲われる可能性は高くなっていく。だが生活圏の手前で決着を着けるのが原則であり甲殻鬼が人々の生活に直接害を及ぼす事は意外なほど少ない。第一区には司令部が設けられ第四区は防衛に特化したダミー区画であり廃棄区は甲殻鬼を迎え撃つ主な戦場である。
甲殻鬼の目標
北海道では複数名のギガンティックガールが対処していたが、甲殻鬼の数は減らず他の地域に流れ着くはずのものまで上陸するようになった。後に甲殻鬼が目標にしていたのはギガンティックガールの力そのものだと判明。迎え撃つために数を増やせば増やすほど敵もその数を増やしていくだけだった。宮城が本州最大の激戦地であったのも複数名配置によるもの。以後ギガンティックガールの最大配置数は制限がかけられるようになった。
一覧
I型
II型に比べ攻撃のバリエーションが多く安定している。また変異種もいて、動きが遅い分硬さと力が段違いである。通常のI型の5〜6倍の力を持つ。通常種はI型αであり変異種はI型β。
II型
通称「バード」。中距離戦闘に特化した甲殻鬼で、自身の身を削って撃つスケイル弾と呼ばれる破片で対象を切り刻む。だがその分装甲が貧弱になる上攻撃のバリエーションも無い、と弱点や欠点も多い。とはいえII型は弱いのではなく対策済みというだけであり、不十分な備えでは危険である。
III型
甲殻鬼III型「ビーク」。特殊な能力は無いがこれといった弱点も無い多勢にして最強の雑兵。北海道に増援で来た本州最強クラスの正宗隊でも1体も倒せなかった。日本全国でのシミュレーターテストでも1体も倒せないのが半数越えであり、次に1体・2〜5体で6〜10体は1名である。
IV型
IV型甲殻鬼「スカラベ」。新種。飛沢カナ曰く他の甲殻鬼とは比にならない程外皮が硬く、打撃系は相性が悪いのではないかと推測している。戦った感覚は体捌きが上手く人間の格闘家と対戦しているようである。
S型
S型甲殻鬼「シャドウ」。消失能力を持つ奇兵。甲殻鬼の襲来は予測可能であり、戦いは生活圏の手前で決着をつけるのが原則であるが、誰にも気付かれずに前触れなく街中に現れた。だが本当にその場から消える対処不可能な超常現象ではない事は屋敷準による時間稼ぎの戦闘で確認された。
非分類型
非分類型甲殻鬼「ネルガル」。好きなだけ兵隊の数を増やして運用できる意志を持ったただ一匹の甲殻鬼。その目的は「同族潰し」。
甲殻鬼とギガンティックガール
甲殻鬼とギガンティックガールは似たような「信号」を発している。その信号によって両者は巨大な身体を構成する組織に命令を下し、物理法則の干渉を受けずに硬くて柔らかいという矛盾を抱えたまま自らを維持している。
地球上の物理のルールを完全に無視した存在である甲殻鬼に対して単純な火力ではほとんど有効打を与えられない。だがこの身体を維持する信号を無効化する事が出来るのが、破壊の信号を押し付け強制的に上書きする格闘戦である。
また非分類型甲殻鬼ネルガルの目的は「同族潰し」であり、甲殻鬼とギガンティックガールは似たような存在である事が仄めかされている。

## 登場キャラクター
- 幾島シノ
- 町山音子
- 屋敷準
- 碇屋太助
- スミレ
- 麻木ラン
- 飛沢カナ
- 正宗イルカ
- 赤井野キララ
- 藤衣イリナ